# 1713 Bancilhon
1713 Bancilhon (1951 SC) là một tiểu hành tinh vành đai chính được phát hiện ngày 27 tháng 9 năm 1951 bởi Louis Boyer ở Algiers.
Nó được đặt theo tên Odette Bancilhon, đồng nghiệp của Boyer và vợ của nhà thiên văn học Alfred Schmitt.